# Glazbeni producent
Glazbeni producent je čovjek koji snima i uređuje glazbu za glazbenike. Danas u glazbenoj industriji postoje dvije vrste producenta: Izvršni producent i glazbeni producent. Izvršni producent nadgleda financije projekta, a glazbeni producent nadgleda kreaciju glazbe.

## Poznati glazbeni producenti
- George Martin
- Phil Spector
- Timbaland
- Dr. Dre
- Rick Rubin

## Vanjske poveznice
- Intervju s glazbenim producentom
- Američki glazbeni producenti  Arhivirana inačica izvorne stranice od 22. veljače 2020. (Wayback Machine)
- Informacije o produkciji glazbe